# Acropyga acutiventris
Acropyga acutiventris  (лат.) — вид мелких муравьёв рода Acropyga из подсемейства Formicinae.

## Распространение
Acropyga acutiventris обнаружены в дождевых тропических лесах от восточной Индии до северной Австралии, включая многие страны и острова юго-восточной Азии (Вьетнам, Гонконг, Малайзия, Саравак, Сингапур, Папуа Новая Гвинея). В Австралии отмечены в северных частях Северной территории и Квинсленда.

## Описание
Муравьи вида Acropyga acutiventris имеют мелкие редуцированные глаза, компактное тело и желтовато-коричневую окраску, характерную для подземных муравьёв. Имеют усики, состоящие из 11 члеников, первый и второй из которых равны по размеру. Глаза мелкие, но заметные, равны по диаметру ширине скапуса усиков. Усики покрыты длинными отстоящими волосками, так же как и задняя часть головы. Мандибулы несут от 3 до 5 зубчиков. Ведут скрытный образ жизни, гнёзда земляные.
Специализированы на трофобиотических связях с насекомыми, сосущими соки растений (червецами и щитовками, Homoptera), особенно с видом Xenococcus annandalei (Мучнистые червецы, Pseudococcidae). Эти червецы встречаются в подземных гнёздах муравьёв, где сосут соки из корней таких растений как Ficus и кокосовые пальмы. Молодые крылатые самки, отправляясь в брачный полёт, уносят из материнского гнезда одного червеца, удерживая его в своих челюстях. И это, видимо, единственный способ распространения червецов. Когда погода становится холодной или засушливой, муравьи переносят червецов на большую глубину своего гнезда. Червецы обнаружены в муравейниках Acropyga acutiventris на большом протяжении его ареала (Индия, Австралия, Вьетнам, Гонконг, Малайзия, Папуа Новая Гвинея) и нигде более не встречались без своих хозяев-муравьёв.

## Систематика
Впервые был описан в 1862 году Рогером (Roger, 1862) и стал типовым видом нового рода Acropyga (по монотипии). Включает несколько синонимов и подвидов:
- A. acutiventris acutiventris Roger, 1862
- A. acutiventris australis
- A. acutiventris bugnioni Forel, 1911
- A. acutiventris carinata Karavaiev, 1933
- A. acutiventris javana Karavaiev, 1933
- A. acutiventris rubescens Forel, 1894  [7]